# Dooodil
Dooodil es una plataforma para crear videojuegos de tipo  Hidden Object de forma sencilla y rápida, desarrollado por Clown Factory Studio. El juego está disponible mediante el sitio web de los desarrolladores y a través de Kongregate

Dooodil se destaca por ser la única plataforma específica de creación de videojuegos de este tipo, sin necesidad ningún conocimiento avanzado, democratizando el acceso a la generación de contenido audiovisual, ayudando de esta forma a romper la brecha digital

## Modalidad de juego

### Creador
El creador de Dooodil permite la fácil creación de juegos de tipo Hidden Object que luego podrán ser jugados en el catálogos de juego de la plataforma.

La interfaz permite al usuario subir crear varias etapas, subir imágenes, componerlas en cada escena y seleccionar los elementos escondidos.

En cuanto el usuario publica el juego este pasa a estar en la lista de juegos disponibles de la plataforma.

### Juegos
El catálogo de juegos de Dooodil consiste en todos los juegos generados con el  Creador por la comunidad de la plataforma.

La interfaz de juego permite el uso de "Poderes" para facilitar la experiencia de juego, aunque este puede ser jugado completamente sin estos.

El usuario puede buscar entre los juegos más populares, nuevos o con mejor calificación, teniendo la posibilidad también de ver los más destacados en esa semana.

Cada uno de estos juegos indica su creador como forma de tributo a estos.

### Versión Móvil
El catálogo de juegos de Dooodil también es accesible mediante su versión móvil para la plataforma Android de forma gratuita mediante la máquina virtual Adobe Air